# 塞奇山脈

̼
塞奇山脉(拉丁语为"Montes Secchi")是位于丰富海西北侧的一座较小的月球山脉，它没有清晰的边界，在静海和丰富海之间绵延数十公里。其中心月面坐标为北纬2.72°、东经43.17°，相较邻近月海约高1公里，取名自它中部附近的塞奇陨石坑，而该陨石坑则又是以19世纪意大利天文学家安吉洛·西奇之名命名，1976年塞奇山脉名称被国际天文学联合会批准采纳。
塞奇山脉东北端是直径56公里的塔伦修斯环形山、山脉南面的丰富海上则蜿蜒着“塞奇月溪”(Rimae Secchi)。

## 非正式名称
阿波罗10号宇航员的任务，就是为阿波罗11号登月做预演，为了便于定位及与控制中心通信，他们对计划的静海着陆点的一些具体表面区域进行了非正式命名。以下是与塞奇山脉及一些相关对象有关的名字:

大部分的山脉都被宇航员命名为"阿波罗岭"”、"塞奇月溪"改为"阿波罗溪"、"塞奇西塔峰"被宇航员吉姆·洛弗尔以妻子的名字命名为"玛丽莲峰"、暗黑的"卢伯克 S"卫星坑被称作“烟熏池”、"卢伯克 P"卫星坑附近的一条月谷-则叫"烟熏谷"、"塞奇 X"坑被命名为"失落的陨坑"，该区域中的其它一些特征也被给予了各种的名称。

## 图集

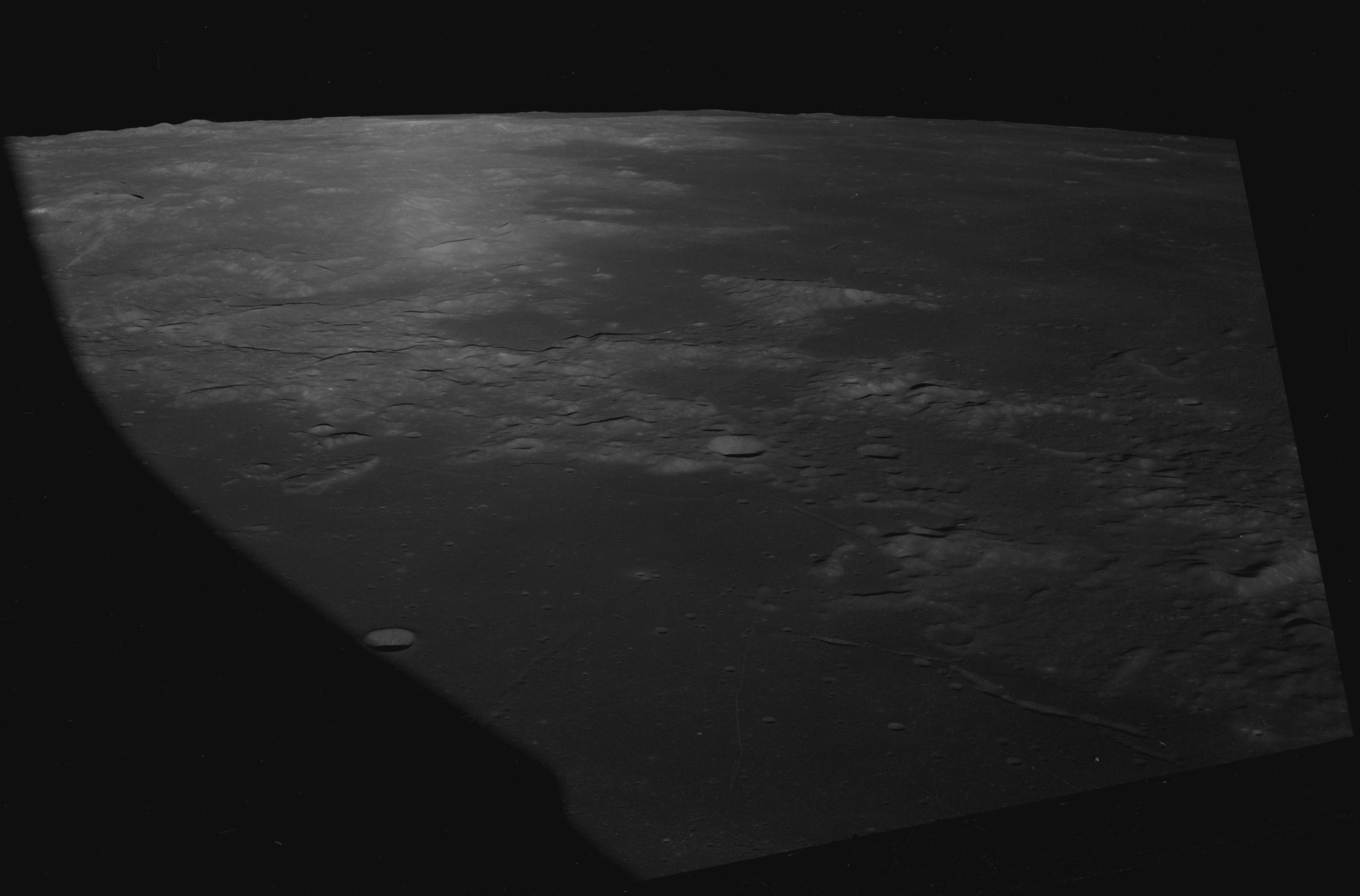
阿波罗8号面朝西方的斜视图
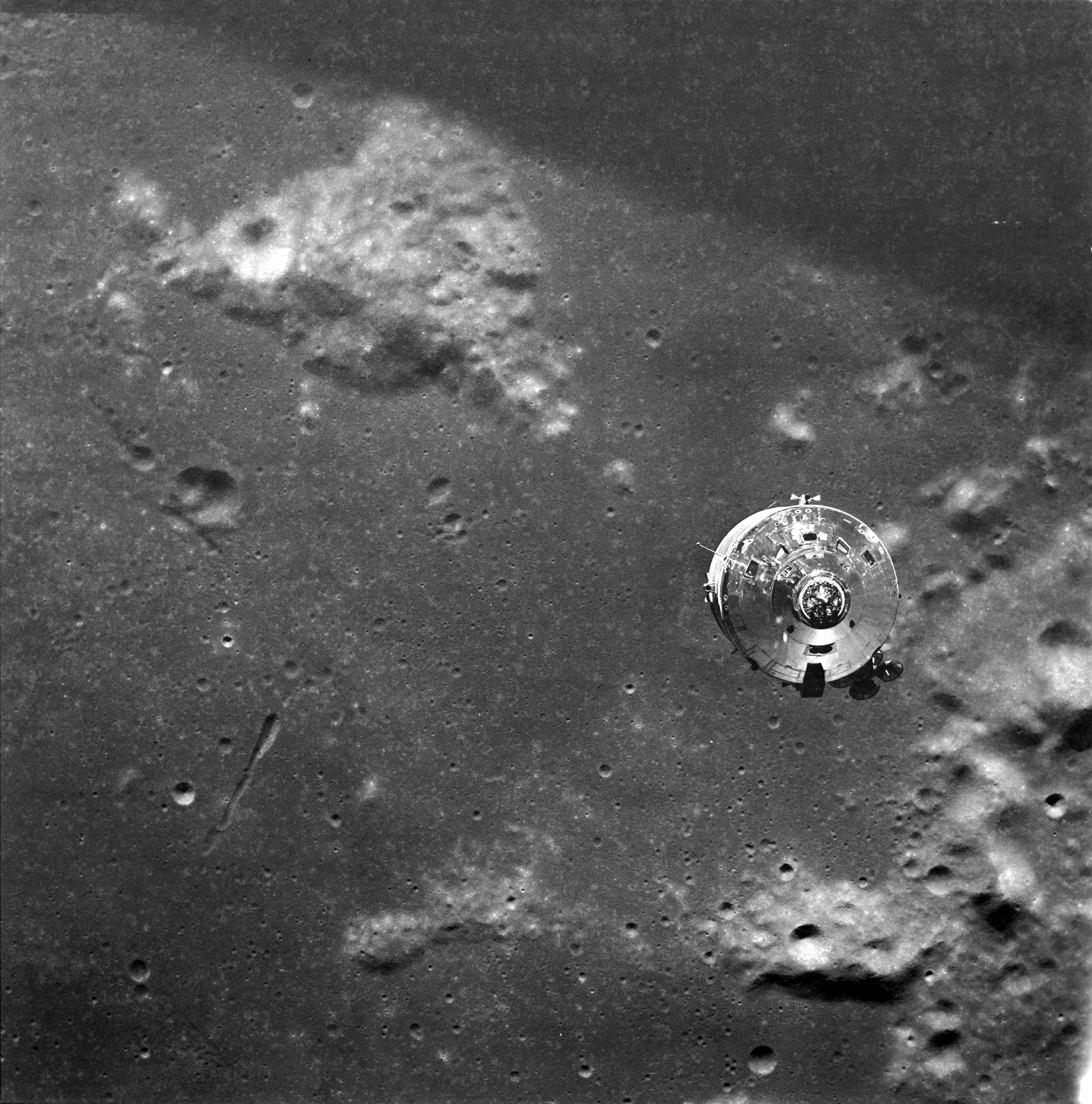
左上方是'玛丽莲峰'，右边是阿波罗10号指令服务舱